# Reggenspitze
Die Reggenspitze (3230 m ü. A.) ist ein Berggipfel des Maurerkamms in der Venedigergruppe in Osttirol (Österreich). Sie liegt im Norden des Gemeindegebiets von Prägraten am Großvenediger. Benachbarte Gipfel sind die Vordere Gubachspitze im Norden und der Reggentörlturm im Süden.

## Lage
Die Reggenspitze ist ein Nebengipfel der nördlich gelegenen Vorderen Gubachspitze (3318 m ü. A.), wobei sie deren Süddach am Südgrat bildet. Im Süden bildet der kleine Reggentörlturm den nächstgelegenen Gipfel, dem weiter südlich die Scharte des Reggentörls folgt. Westlich reicht das Umbalkees bis nahe an die Reggenspitze hinauf, im Südosten fällt ein kurzer Grat der Reggenspitze steil zum Simonykees ab. Östlich der Reggenspitze liegt das hinterste Maurertal, im Südosten das hinterste Umbaltal.

## Aufstiegsmöglichkeiten
Die Reggenspitze erhielt ihren Namen durch Karl Schulze auf Anregung von Theodor Harpprecht, wobei sich die Benennung jedoch ursprünglich auf den markanten Felsturm des Südgrats bezog. Alpinistisch ist die Reggenspitze unbedeutend. Der Normalweg auf sie führt vom Regentörl um den freistehenden Reggentörlturm herum zu einer Schneeschulter, von der der Aufstieg über den Südgrat und links zum Gipfel führt. Hierbei ist ein steiles Schlussstück zu überwinden (I).